# Semaeopus maleformata
Semaeopus maleformata är en fjärilsart som beskrevs av Louis Beethoven Prout 1932. Semaeopus maleformata ingår i släktet Semaeopus och familjen mätare. Inga underarter finns listade i Catalogue of Life.